# Dominique Arnold
Dominique Arnold (ur. 14 września 1973 w Compton, w Kalifornii) – amerykański lekkoatleta, płotkarz. 

## Osiągnięcia
- 3. miejsce podczas Finału Grand Prix IAAF (Melbourne 2001)
- 2. lokata na Światowym Finale IAAF (Monako 2005)
- brązowy medal halowych mistrzostw świata (Moskwa 2006)

## Rekordy życiowe
- Bieg na 110 metrów przez płotki – 12,90 (2006) 8. wynik w historii, były rekord Ameryki Północnej
- Bieg na 50 metrów przez płotki (hala) – 6,68 (1998)
- Bieg na 60 metrów przez płotki (hala) – 7,51 (2000 & 2006))